# (7093) Jonleake
(7093) Jonleake est un astéroïde de la ceinture principale.

## Description
(7093) Jonleake est un astéroïde de la ceinture principale. Il fut découvert le 26 juillet 1992 à l'observatoire Palomar par Eleanor Francis Helin. Il présente une orbite caractérisée par un demi-grand axe de 2,44 UA, une excentricité de 0,21 et une inclinaison de 12,9° par rapport à l'écliptique.

## Compléments